# تعليم اللغة الإنجليزية في اليابان

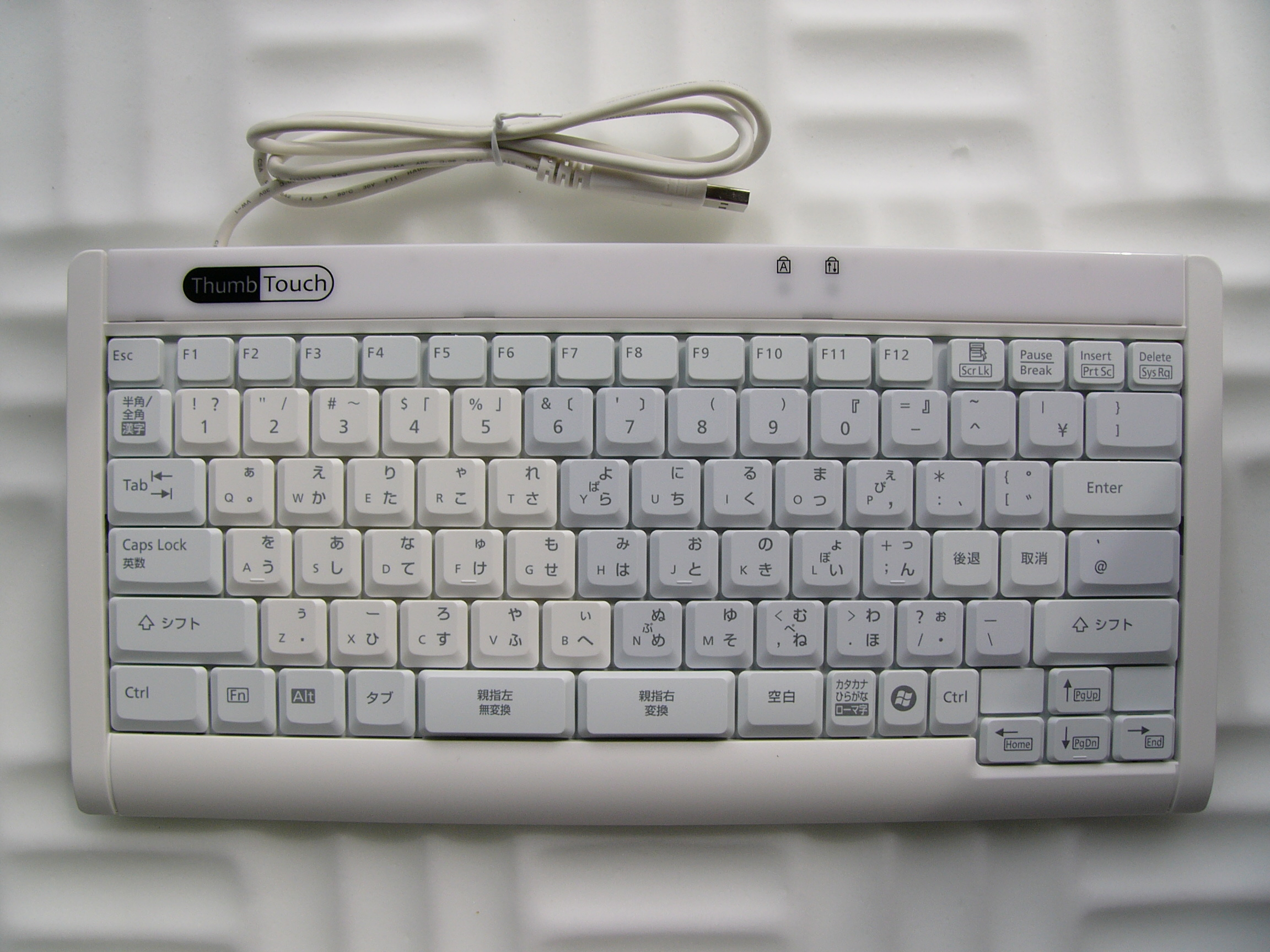

تعليم اللغة الإنجليزية في اليابان بدأ في وقت مبكر للغاية منذ بداية القرن السابع عشر، مع وجود اتصالات أولية بين اليابانيين والأوروبيين. وقد تعرضت السوق الهادفة لتحقيق الربح لأزمة انعدام ثقة في السنوات الأخيرة بعد إفلاس مدارس Nova وGEOS.
وقد خضع كل الطلاب الذين تخرجوا من المدارس الثانوية في اليابان تقريبًا للتعليم باللغة الإنجليزية على مدار عدة سنوات، رغم أن أغلبهم لا يزالون غير متقنين للغة الإنجليزية المنطوقة.

## معلومات تاريخية
حدث أول اتصال مبدئي مسجل بين اليابانيين والناطقين باللغة الإنجليزية الأصليين تقريبًا في عام 1600، حيث يعتقد أن مؤسس حكومة توكوجاوا الإقطاعية، توكوجاوا أياسو، قد التقى مع الإنجليزي ويليام آدمز. ورغم أنه ورد أن المترجم الوحيد بين الرجلين كان لا يتحدث بطلاقة إلا باللغة البرتغالية، إلا أن ذلك لم يمثل عائقًا أمام توكوجاوا أياسو لتأسيس علاقة إيجابية للغاية مع ويليام آدمز الذي استقر في اليابان لما بقي من حياته.
ومع ذلك، بعد وفاة توكوجاوا أياسو في عام 1616، حدث تغير في السياسة الخارجية لباكوفو (Bakufu) أدى إلى إصدار أمر بإغلاق مكتب التجار الإنجليز في عام 1623، مما دفع الإنجليز بعد ذلك إلى مغادرة اليابان. ومع رفض عودة الإنجليز في عام 1673 واستيلاء السفينة البريطانية "the Phaeton" على البضائع في نجازاكي في عام 1808، أمر باكوفو قادة أمراء الإقطاع بطرد كل السفن الأجنبية باستثناء السفن الهولندية والصينية، بحول عام 1825.
وقد تم تنفيذ أول ترجمة لكتاب نحو إنجليزي إلى اللغة اليابانية على يد شيبوكاوا روكوزو، وهو مسئول كبير في باكوفو درس الهولندية في عام 1841، عندما قام بترجمة كتاب English Grammar «قواعد النحو الإنجليزية» الذي كتبه «موراي» من اللغة الهولندية إلى اللغة اليابانية. وفي عام 1848، وصل الأمريكي رانالد ماكدونالد إلى اليابان، بعدما تظاهر بأن سفينته قد غرقت، وقام بتدريس اللغة الإنجليزية إلى أربعة عشر مترجمًا يابانيًا رسميًا يتحدثون اللغة الهولندية في نجازاكي بموجب أوامر من باكوفو. وكان من المقرر أن يقوم أحد الطلاب الذين قام ماكدونالد بتعليمهم بدور الترجمة الفورية بين الولايات المتحدة واليابان من أجل تأسيس علاقات تجارية بين الدولتين.
وبعد أن تم إنقاذ ناكاهاما مانجيرو بعد غرق سفينته وبعد أن درس في الولايات المتحدة على مدار عشر سنوات، كتب كتابًا دراسيًا أطلق عليه اسم Ei-Bei Taiwa Shokei (ملخص للمحادثة الأنجلو أمريكية)، وقد استخدم كانا (kana) اليابانية للنطق ونظام ترتيب كلمات كانبون (kanbun) (الكلاسيكية الصينية). وقد أصبح لهذا النص تأثير كبير في تشكيل طرق تعليم وتعلم اللغة الإنجليزية في اليابان.
وقد تم تأسيس Yokohama Academy (أكاديمية ياكوهاما)، والتي تعد واحدة من أول المدارس الإنجليزية في اليابان على يد باكوفو في عام 1865، عندما كانت البعثات الأمريكية مثل James Curtis Hepburn تقوم بالتدريس هناك. وبحلول عام 1874، كانت هناك 91 مدرسة لغات أجنبية في اليابان، منها 82 مدرسة تدرس اللغة الإنجليزية. وفي عام 1923، تمت دعوة الإنجليزي هارولد إي بالمر إلى اليابان من قبل وزير التعليم، حيث قام بعد ذلك بتأسيس معهد الأبحاث لتعليم اللغة الإنجليزية في طوكيو، حيث قام بتقديم الأسلوب السمعي الشفهي لتعليم اللغة الإنجليزية.
ومع ذلك، بدءًا من أواخر الثمانينيات في القرن التاسع عشر، عندما كانت اليابان تتحول إلى دولة حديثة بخطى حثيثة، بدأت كتب مثل (にほんじんん أو 日本人) (الشعب الياباني) الذي كتبه شيجا شيجيتاكا في الظهور على السطح لتحذير الشعب الياباني ضد أخطار التأثيرات الغربية. وبالتالي، حتى نهاية الحرب العالمية الثانية، حدث شد وجذب بشكل متنامٍ بين الأيديولوجية الغربية والكبرياء القومي بين الشعب الياباني.
وفي اليابان الحديثة، يبدو أنه كانت هناك وجهات نظر متعارضة حول كيفية نظر الشعب الياباني للغة الإنجليزية. فعلى الجانب الأول، يبدو أنه كان هناك الكثير من الاهتمام بالحصول على معرفة فعالة باللغة الإنجليزية، وهو ما يظهر في الزيادة السنوية للمتقدمين لاجتياز الاختبار العملي لمدى إجادة اللغة الإنجليزية المعروف باسم  وعدد المتقدمين وعدد منافذ وسائل الإعلام اليابانية التي بدأت في تضمين برامج باللغة الإنجليزية ضمن برامجها، وذلك من أجل المشاركة في الاقتصاد العالمي والمجتمع الدولي. وفي نفس الوقت، وكما أوضح كتاب مثل هنري جيه هافز  ومايك جست  ، فإن اليابان تحافظ على كونها واحدة من أكثر الدولة المستقلة في العالم بسبب موقعها الجغرافي المنعزل وصناعة الترجمة الرائعة التي لا تتطلب استخدام اللغة الإنجليزية في الحياة اليومية.
وقد شهدت صناعة اللغة الإنجليزية مؤخرًا ازدهارًا كبيرًا، بعد مجموعة من الصعوبات، التي تشتمل على رفع قضايا إفلاس ضد سلسلتين من سلاسل مدارس المحادثة باللغة الإنجليزية الضخمة، وهما GEOS وNOVA. (http://teachingenglishin.com/teaching-english-in-japan.html)

## الصعوبات
يعاني الطلاب اليابانيون من صعوبات كبيرة في تعلم اللغة الإنجليزية، حيث إن أحد الأسباب الرئيسية في ذلك هو الفروق الكبيرة بين اللغتين الإنجليزية واليابانية. ومن بين المشكلات الجوهرية التي تواجه استخدام اللغة الإنجليزية بكفاءة ترتيب الكلمات في اللغة اليابانية والحذف المتكرر للفاعل في اللغة اليابانية، وغياب الأدوات، وغياب صيغ الجمع، بالإضافة إلى الصعوبات في التمييز بين رقم 1 وحرف r. وفي واقع الأمر، يميل اليابانيون إلى تسجيل درجات ضعيفة مقارنة بغيرهم في اختبارات اللغة الإنجليزية الدولية.
ومن بين العوامل المتكررة استخدام اللغة الإنجليزية في الحياة اليومية لأغراض «التزيين» أو «التصميم» بدلاً من الأغراض الوظيفية. أي للاستهلاك الياباني، وليس من أجل الناطقين باللغة الإنجليزية في حد ذاته، ولكن كطريقة للظهور بشكل «ذكي ومتطور ومعاصر». وفي الواقع، يقال إنه في اللغة الإنجليزية المستخدمة لأغراض التزيين، غالبًا «لا تكون هناك محاولات لاستخدام اللغة الإنجليزية بالشكل الصحيح، وكذلك لم تحاول أغلبية الشعب الياباني. . قراءة عناصر التصميم باللغة الإنجليزية المشار إليها. . . وبالتالي، هناك تركيز أقل على فحص الهجاء والدقة اللغوية.» وبالتالي فإن التعرض للغة الإنجليزية في الحياة اليومية في اليابان لا يعد مفيدًا كوسيلة مساعدة في التعلم. (انظر اللغة الإنجليزية)

## نظام الدراسة
وفقًا لوزارة التمويل (اليابان)، في السنة المالية 2004، كانت نفقات الحسابات العامة الخاصة بالإجراءات المتعلقة بالتعليم والعلوم 6133.0 بليون ين ياباني (أو حوالي 70.8 بليون دولار إنجليزي). (وبالمقارنة بذلك، فإن ميزانية وزارة التعليم في الولايات المتحدة في العام المالي 2009 كانت 62.6 بليون دولار.) وتأتي اليابان في المكانة الثالثة والأربعين في العالم في الفهرس التعليمي للأمم المتحدة، إلا أنها تأتي في مكانة أفضل في العلوم حسب برنامج تقييم الطلبة الدوليين.
وقد أخذت وزارة التعليم والثقافة والرياضة والعلوم والتكنولوجيا (MEXT) خطوات بدءًا من عام 1998 بتدريس فصول اللغة الإنجليزية الإجبارية في مجموعة محددة من المدارس الابتدائية العامة؛ حيث يرسل العديد من أولياء الأمور اليابانيين أطفالهم إلى مدارس إيكايوا حتى قبل الالتحاق بالمدارس الابتدائية.
وحسب إحصاءات عام 2003 التي تم توفيرها من خلال وزارة التعليم والثقافة والرياضة والعلوم والتكنولوجيا،  يقضي الأطفال من عمر 12 إلى 14 عامًا تقريبًا 90 ساعة سنويًا في الفصل الدراسي.
ومن بداية أبريل 2011، أصبحت اللغة الإنجليزية مادة ضرورية من الدرجة الخامسة.
وبشكل تقليدي، استخدم اليابانيون أسلوب ترجمة النحو، والفضل في ذلك يرجع في جزء منه إلى نظام كانبون الذي وضعه ناكاهاما مانجيرو، لتعليم طلابهم اللغة الإنجليزية. ومع ذلك، هناك طرق إبداعية تم تبنيها داخل وخارج الفصول الراسية حيث يتم استخدام الهواتف الخلوية وثقافة البوب لتعليم الطلاب اليابانيين.
ومن أبريل عام 2011، أصبحت دروس اللغة الإنجليزية إجبارية للتلاميذ من عمر 10 إلى 14 عامًا.

## القطاع الخاص
يطلق على مدارس اللغات الخاصة التي تدرس اللغة الإنجليزية اسم eikaiwa. وقد كانت أكبر سلاسل هذه المدارس هي Aeon وGEOS وECC؛ حيث لم تتعرض ECC وAEON فقط للإفلاس. ولم يتم تنظيم هذا المجال بشكل جيد. وسلسلة مدارس Nova، والتي تعد أكبر سلسلة على الإطلاق، حيث إنها لها أكثر من 900 فرع في اليابان، تعرضت للانهيار في عام 2007، مما أدى إلى ترك الآلاف من المدرسين الأجانب بدون أموال أو مكان يعيشون به. وبعض المدرسين الآخرين عملوا في الجامعات. وقد اعتادت الوكالات بشكل متزايد على إرسال من يتحدثون اللغة الإنجليزية إلى دور الحضانة والمدارس الابتدائية، بالإضافة إلى الشركات الخاصة الذين يرغب موظفوها في تحسين لغتهم الإنجليزية من أجل ممارسة الأعمال. والوكالات، التي تعرف في اليابان باسم haken، أو شركات الإرسال، كانت تتنافس في الفترة الأخيرة بقوة للحصول على التعاقدات من مجالس التعليم الأساسي والمدارس الثانوية العليا والدنيا المتنوعة، وبالتالي فقد انحفضت مرتبات المدرسين بشكل ثابت في آخر أربع سنوات. ومتوسط رواتب المدرسين في اليابان حاليًا حوالي 250 ألف ين في الشهر رغم أن هذا الراتب يمكن أن يزيد حسب الخبرة.

## برنامج التبادل والتعليم الياباني (JET)
يخضع الموظفون في برنامج التبادل والتعليم الياباني لرعاية الحكومة اليابانية لمساعدة مدرسي اللغات في المدارس الأساسية والثانوية في اليابان في الريف والمدن اليابانية.

## الاختلافات الثقافية
عندما يتعلق الأمر باستخدام اللغة الإنجليزية بشكل فعلي للحديث مع شخص يتحدث اللغة الإنجليزية كلغة أم له، يميل الطلاب اليابانيون إلى القلق خشية أن تكون لغتهم غريبة، ولا تكون ذات معنى، بالإضافة إلى الخوف من النطق الفظيع للغة، وبالتالي، فإنهم يبتعدون عن استخدام اللغة الإنجليزية على الإطلاق. ومع ذلك، ومن أجل التغلب على قلق الطلاب، يمكن أن يساعد مدرس اللغة الإنجليزية الطلاب من خلال ابتداع إستراتيجيات إدراكية ووجدانية وسلوكية يمكن للطالب استخدامها لمواجهة القلق الذي يشعر به في فصول تعليم اللغة الإنجليزية. "ويمكن أن يؤثر غياب التحفيز على مواقف وسلوكيات المتعلم والتقليل من ديناميكيات المجموعة وتحفيز المدرس في الفصل، مما يؤدي إلى المعاناة من نتائج تعليم سلبية على المدى البعيد وبشكل واسع النطاق.
" وبالإضافة إلى مساعدة الطلاب للتغلب على قلقهم، يجب أن يكون لدى المدرس كذلك فكرة جيدة حول إستراتيجيات تعلم الطلاب والحافز لديهم، حتى يمكنه التركيز على "الدوافع الإيجابية التي تكون مفيدة للطلاب فيما يتعلق بالحصول على المعلومات الجديدة وتقليل تأثيرات الدوافع السلبية التي يمكن أن تعيق تعلم الطلاب للغة الثانية".

## وصلات خارجية
- expatseek.com - the ethical job portal, an ESL job site for teachers seeking work in Asia.
- JET - The Japanese Exchange and Teaching Progamme
- Teaching English in Japan
- Teaching Abroad in Japan Resources
- Video interviews with ESL teachers in Japan